# Filigrana (artesanía)

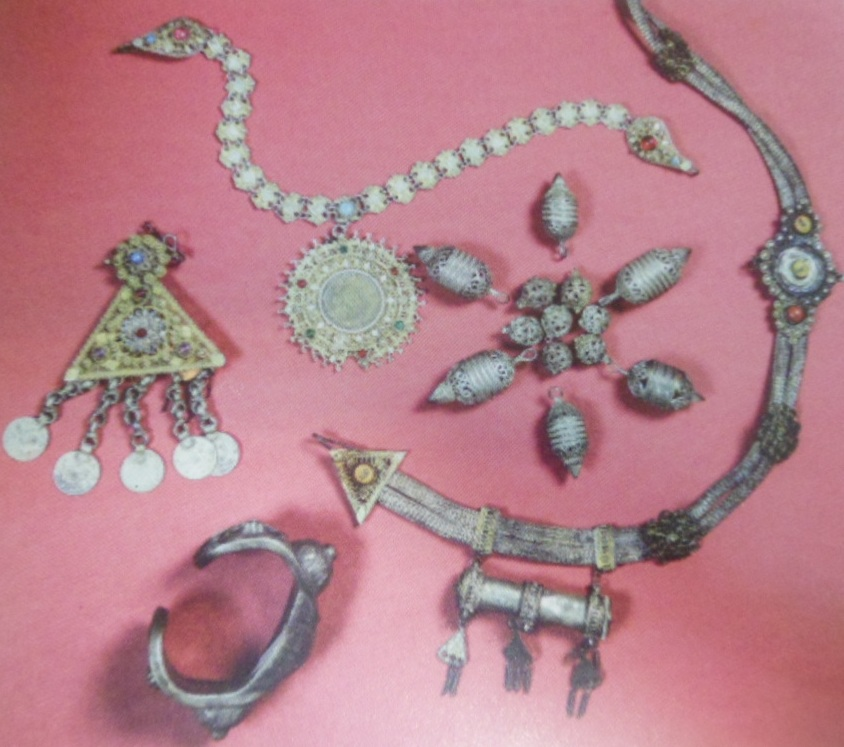
Trabajos en filigrana Sterlingykphay

La filigrana es una técnica artesanal de orfebría. Consiste en manipular hilos finos de metal, generalmente de oro o de plata, para dar forma a figuras o diseños previamente elaboradas por él o la artesana.

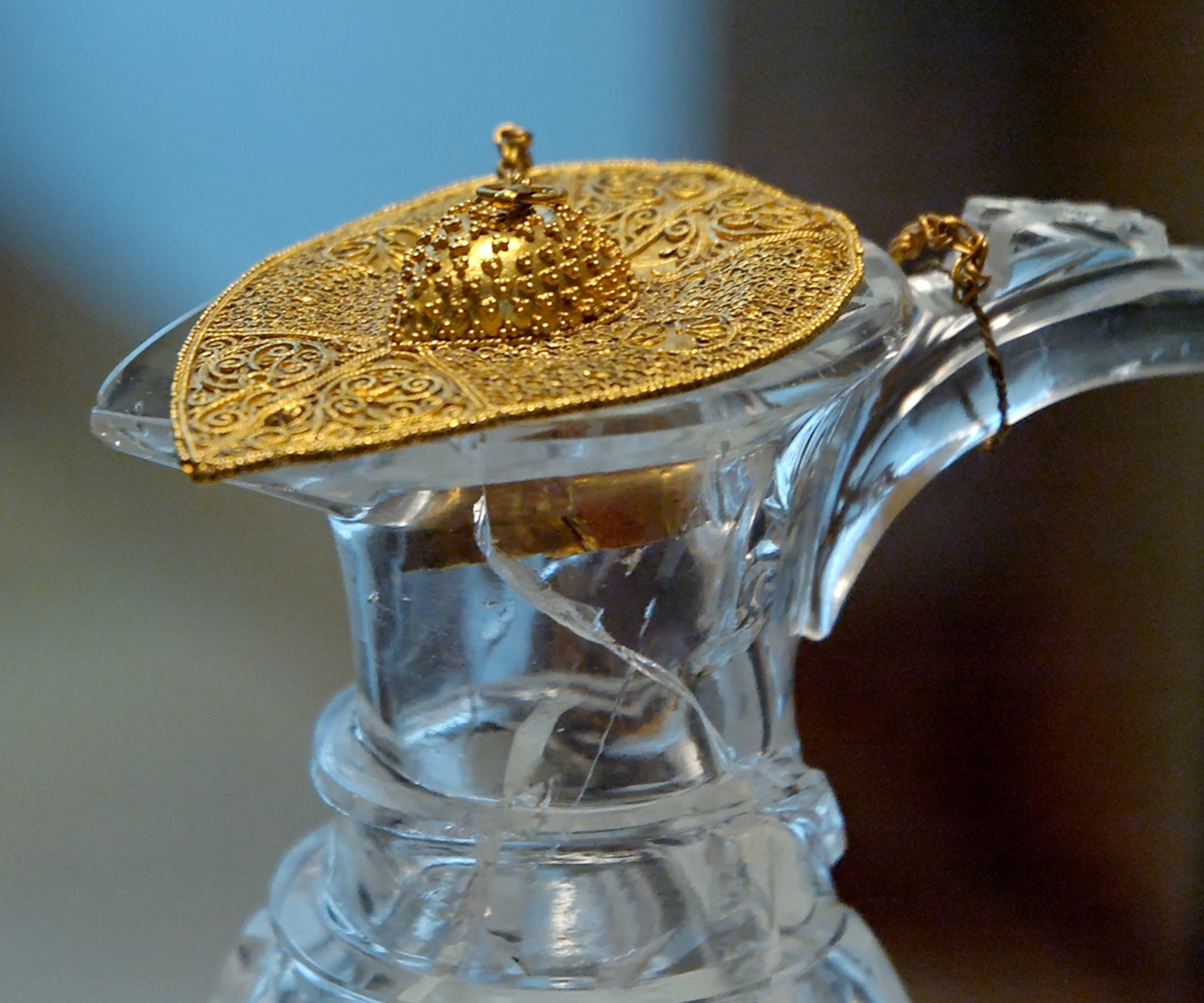
Tapa de un jarrón de cristal de roca en forma de pájaro con las alas hechas de filigrana de oro.

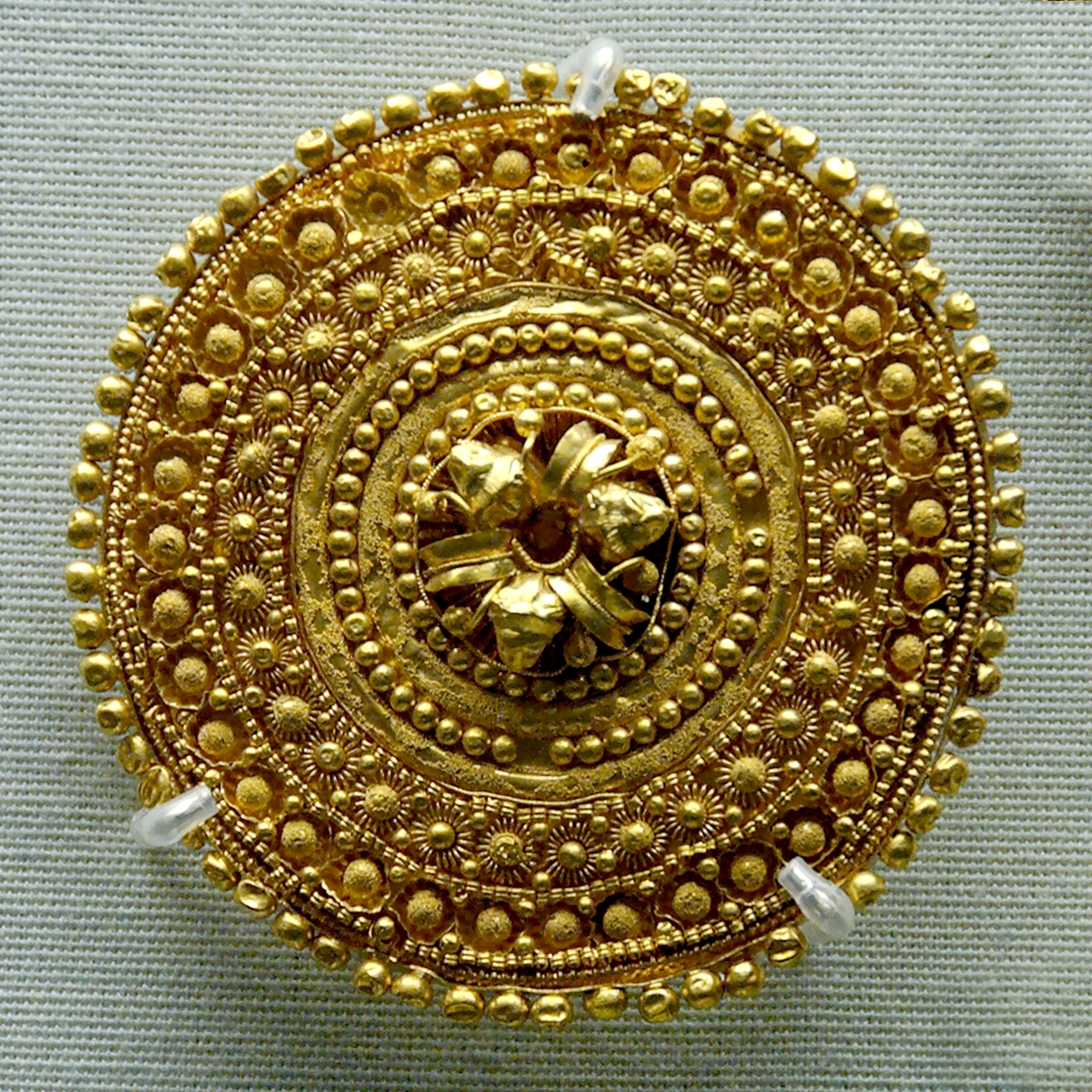
Pendiente etrusco de filigrana en oro, siglo V AC, puede verse en el Museo Británico. Los pétalos de la flor se componen de alambres y hoja fina, mientras que el resto de la filigrana se realiza esencialmente de granos.

El trabajo en filigrana es un proceso cuidadoso que implica mucha dedicación. La elaboración de ona sola pieza, puede tardar semanas o meses. 
Para conformar los hilos de metal, usados para la elaboración de piezas de filigrana, se recurre al entorchado y laminadoque consiste en enroscar dos alambres, en este caso de oro o plata, para después aplanar el resultado, mediante el uso de un martillo o laminadora.
La palabra «filigrana», procede del italiano

## Historia
La filigrana fue conocida ya por los pueblos antiguos. Etruscos y griegos aplicaban las técnicas de la filigrana en el oro y en la plata. Los egipcios también trabajaron las filigranas, aunque usaron más otro tipo de técnicas como el esmaltado; de igual modo, los bizantinos la perfeccionaron y se dieron a conocer como cloisonné o brillo bizantino. También, se han encontrado piezas de filigrana griegas en Crimea, cuyos primeros dibujos fueron publicados en la segunda mitad del siglo XIX. Las piezas más antiguas de filigrana que se conocen en la península ibérica son de 2000 - 2500 antes de Cristo, pero su origen no es claro.
También en China e India se extendió el uso de la filigrana, no solo como elemento decorativo de otras piezas más nobles, sino como técnica para la creación de piezas artísticas singulares En la América precolombina, el trabajo de los orfebres mixtecos alcanzó una gran difusión en Mesoamérica. Numerosos objetos trabajados con filigrana de oro se han encontrado en varios yacimientos de la región mixteca,[cita requerida] como Coixtlahuaca y Yanhuitlán, a pesar de la destrucción de las joyas precolombinas que en muchas ocasiones fueron fundidas para formar lingotes de oro que se enviaron a Europa.[cita requerida] Una de las piezas más conocidas de la joyería de filigrana mixteca es el pectoral del Dios de la Muerte, encontrado en la Tumba 7 de Monte Albán (Oaxaca).

### Trabajo en la antigüedad
Yacimientos arqueológicos en la antigua Mesopotamia indican que la filigrana fue incorporada en la joyería desde el año 3000 antes de Cristo. Específicamente en la ciudad de Midyat, en la Provincia de Mardin en la Mesopotamia superior, se encontró una forma de filigrana con alambres de plata y oro, conocida como telkari. Posteriormente, fue mejorada en el Siglo XV.
Actualmente, expertos artesanos en esta región continúan produciendo finas piezas de telkari.
Los joyeros egipcios empleaban alambres, colocándolos sobre un fondo y trenzándolos. Pero, a excepción de las cadenas, no se puede decir que el trabajo de filigrana fuera muy practicado por ellos. Su fuerza radicaba en su trabajo de cerrado y en sus ornamentos moldeados. Sin embargo, quedan muchos ejemplares de cadenas de oro trenzadas en finos alambres, semejantes a las que son actualmente hechas por los artesanos en filigrana en India, conocidas como cadenas trichinopoly. Entre alguna de ellas, hay pequeñas cadenas para colgar, de alambres muy finos con diminutos piezas y otros pendientes sujetados a ellas.
Los ornamentos derivados de sitios fenicios, como Chipre y Cerdeña, presentan modelos de alambres en oro colocados con gran delicadeza sobre una base de oro, pero el arte avanzó a su más alta perfección en la filigrana de griegos y etruscos desde el Siglo VI al Siglo III antes de Cristo.
Un número de pendientes y otros ornamentos personales, fueron encontrados en el centro de Italia, preservados en los museos del Louvre y en el Museo Británico. Casi todos ellos son hechos en filigrana. Algunos pendientes tienen forma de flores, con diseños geométricos, confinados por uno o más bordes hechos con minuciosos alambres en oro. Este tipo de ornamento varía, con pequeñas diferencias entre ellos, ya sea en la manera de disponer el número o arreglo de volutas. Pero las plumas y pétalos de la filigrana moderna italiana no se ven en estos diseños antiguos. A veces ocurre, pero sólo raramente, que los elementos en filigrana son autosuficientes y no se aplican a placas de metal.
El Museo del Hermitage, en Saint Petersburg, contiene una sorprendente y rica colección de joyas de Scythian de las tumbas de Crimea. Muchos brazaletes y collares de esa colección están hechos con alambres retorcidos, algunos con siete filas de trenzado,  en forma de cabezas de animales. Otras son cadenas con grandes gotas de oro, decorados con volutas, nudos y otros modelos de alambres soldados sobre la superficie. En el Museo Británico, un cetro, probablemente de un cura griego, está cubierto con un trapo trenzado en oro, terminado en una especie de capitolio corintio y protuberancia en vidrio verde.

### Asia

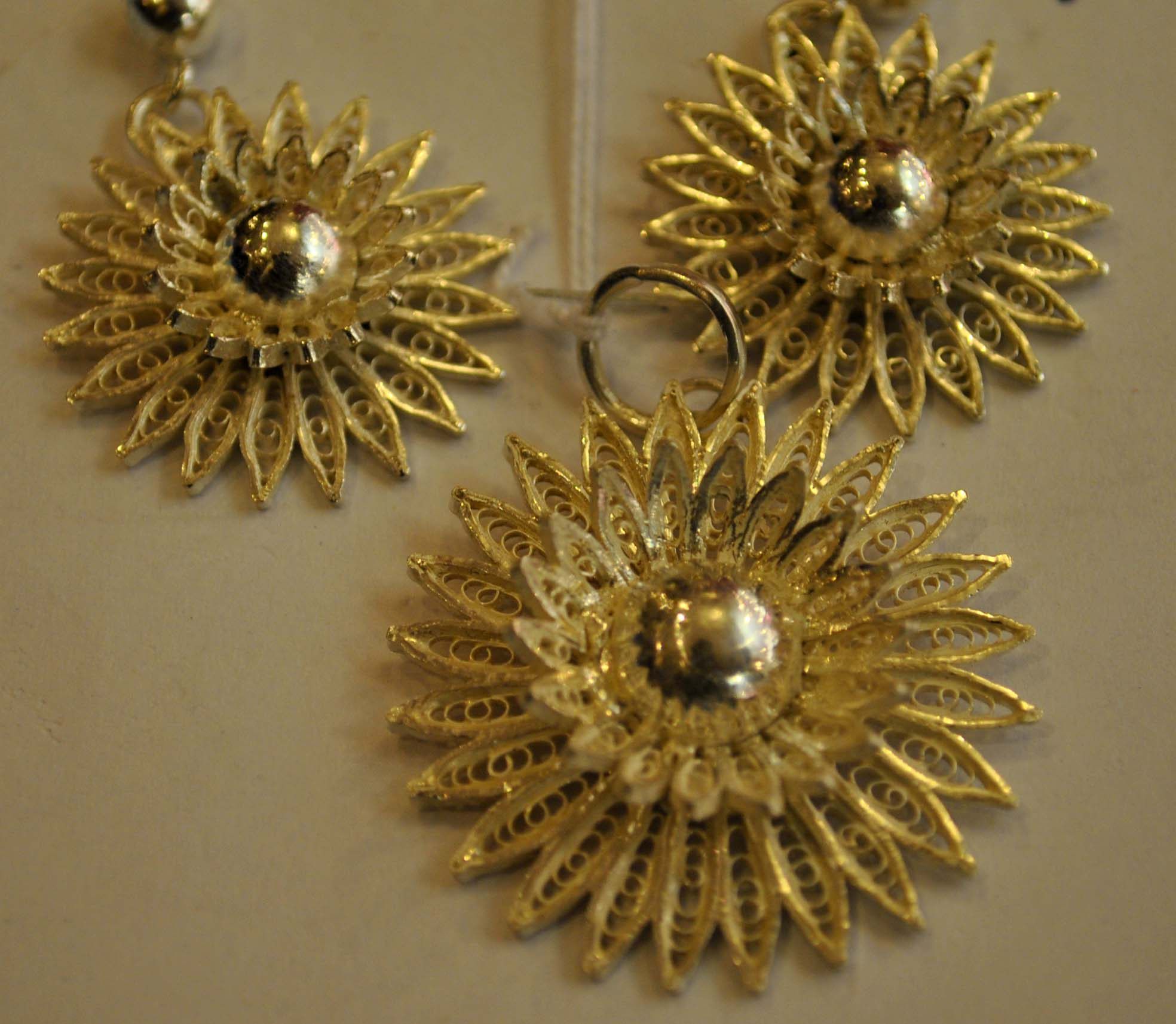
Tarakasi (filigrana en Plata) Colgante y pendientes, de Cuttack

Es probable que en India y en varias partes de Asia central la filigrana haya sido trabajada desde el más remoto período sin cambios en los diseños. Mientras que los joyeros asiáticos fueron influenciados por los griegos que habitaban en ese continente, o eran entrenados bajo condiciones mantenidas en común entre ellos, es cierto que los trabajadores en filigrana  hindúes mantuvieron los mismos modelos que los de los antiguos griegos y trabajaban de la misma manera, hasta el día de hoy.
La materia prima utilizada es el oro, en moneda o bruto, por sus características el metal se funde calentándolo en una cacerola a carbón de leña, para así poder moldearlo de acuerdo con el diseño del artista, quien estima el trabajo completo y así obtiene sus honorarios. Cuttack, en el estado de Odisha, este de India, tiene trabajo en filigrana con características tradicionales. Es conocido como tarakasi en lenguaje Oriya y la mayoría de los trabajadores en filigrana giran alrededor de imágenes de deidades. Debido a la falta de patrocinio y de ideas modernas de diseño, este es un arte que va muriendo. Una compañía, bajo el liderazgo de Nina Ganatra ha estado innovando diseños para revivir este arte. También debe señalarse la filigrana en plata de Karimnagar, cerca del estado de Andhra Pradesh.

### Europa medieval

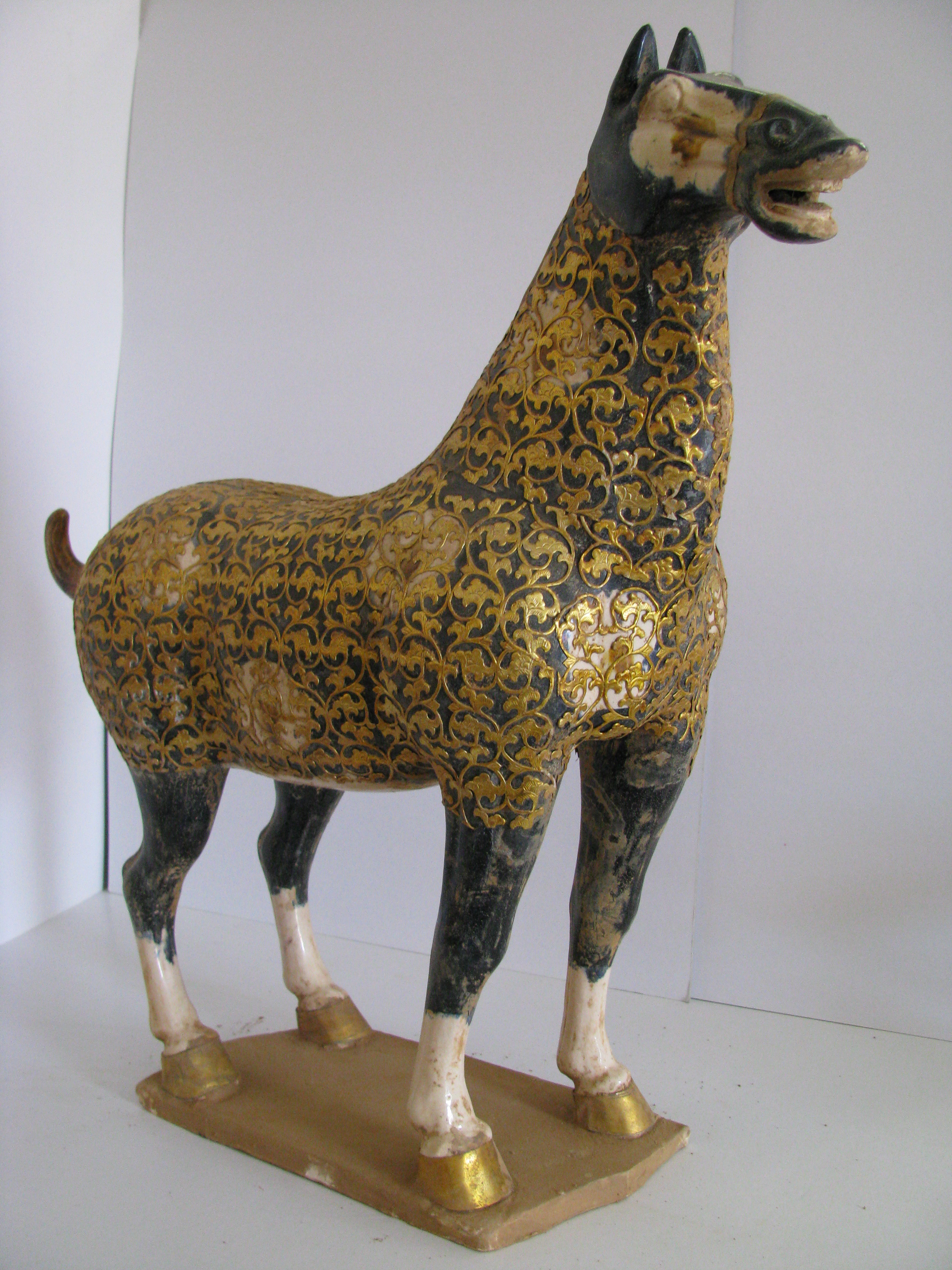
Dinastía Tang 'leopardo' caballo con cuerpo revestido en filigrana dorada

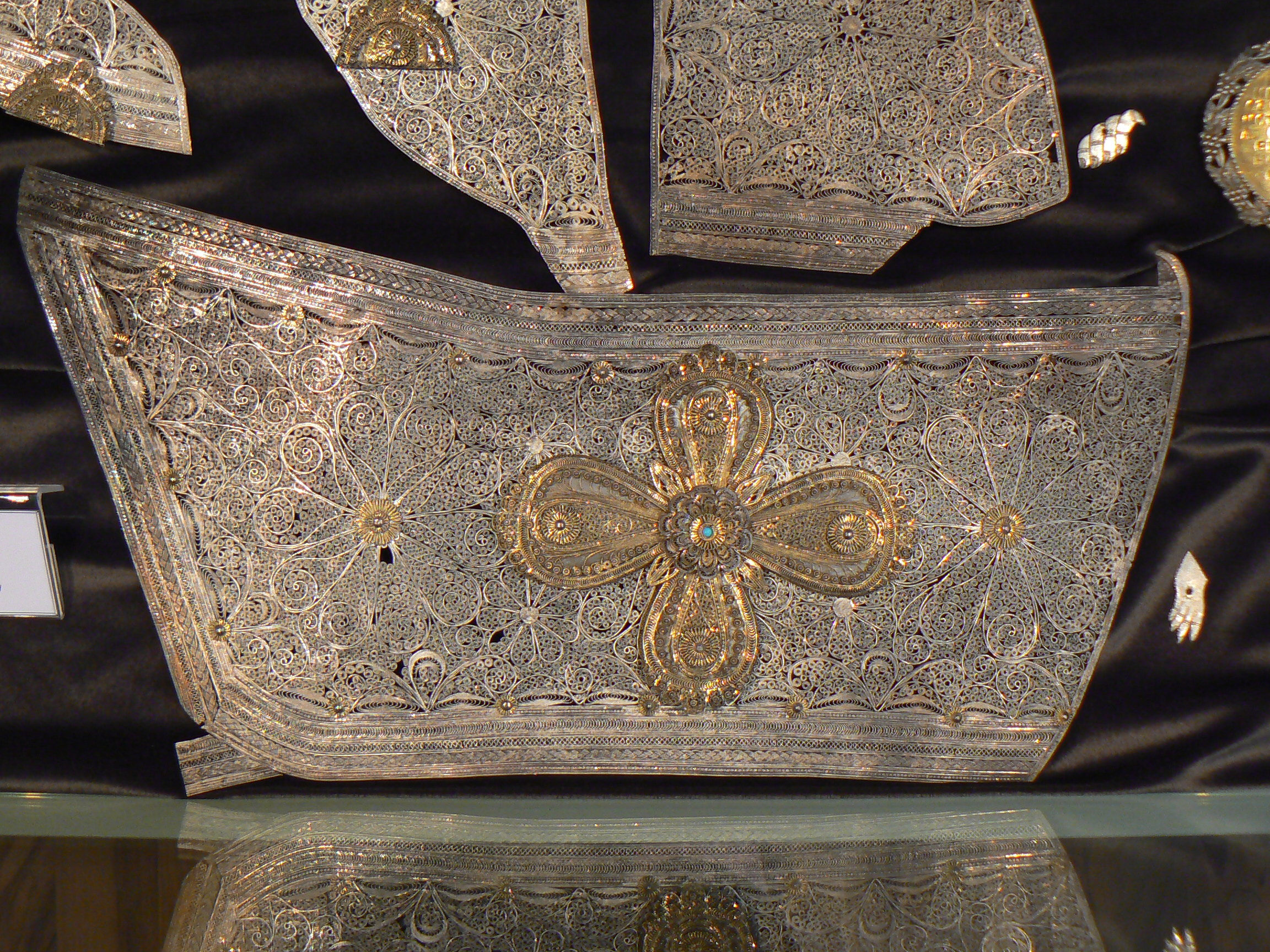
Icono de filigrana en plata repujada; Museo de Historia de Samokov, Bulgaria

Pasando a épocas posteriores, hay muchas colecciones de relicarios de trabajos de joyería medievales, cubiertas de libros Gospel, etc., hechas en Constantinopla desde el Siglo VI al Siglo XII o en monasterios en Europa, en los cuales estudiaron e imitaron el trabajo en oro bizantino. Estos objetos, además de estar enriquecidos con piedras preciosas, pulidas, no cortadas en facetas y con esmaltes, están a menudo decorados con filigrana. Grandes superficies de oro son a veces cubiertas con filigrana soldada. Las esquinas de los bordes de las cubiertas de libros o paneles de relicarios están frecuentemente hechos de complicadas piezas de trabajo trenzado alternando con esmaltes incrustados en espacios.
El trabajo en filigrana bizantino ocasionalmente tiene pequeñas piedras puestas entre curvas o nudos. Ejemplos de esta decoración pueden ser vistos en los museos de Victoria y Alberto y en museos británicos. También, pueden verse ejemplos en Cross of Lothair en Aachen. En el norte de Europa, los sajones, británicos y celtas eran desde un período temprano, expertos en varias clases de trabajos de orfebrería.  Admirables ejemplos de modelos de filigrana colocados como alambres en oro de las tumbas anglo-sajonas, pueden verse en el Museo Británico, notablemente un broche de Dover y un puño de la espada de Cumberland.
El Staffordshire Hoard de oro y plata anglo sajón (estimado en 700CE) fue descubierto en un campo en Staffordshire, Inglaterra el 5 de julio del 2009 y contiene numerosos ejemplos de una muy fina filigrana descrita por el arqueólogo Kevin Leahy como increíble.
El trabajo en filigrana irlandés del periodo insular es más pensado en diseño y extremadamente variado en modelos. La Royal Academia Irlandesa, en Dublín, contiene un gran número de relicarios y joyas personales en los cuales la filigrana es el ornamento general más remarcable. El broche de Tara ha sido copiado e imitado y la forma y decoración del mismo es bien conocida. En vez de rizos finos o volutas de oro enroscado, la filigrana irlandesa es variada con numerosos diseños, cada hilo puede ser rastreado a través de curiosos nudos y complicaciones, los cuales, al estar dispuestos sobre largas superficies tienen arreglos y variaciones difíciles de rastrear a simple vista.
El largo hilo aparece y desaparece sin violación de continuidad, los dos finales generalmente trabajados en la cabeza y en la cola de una serpiente o un monstruo.
El relicario conteniendo la Campana de Saint Patrick está cubierto con nudos trabajados en muchas variedades. Un cáliz de dos asas, llamado Ardagh Chalice, encontrado cerca de Limerick in 1868, está ornamentado con este tipo de trabajos de extraordinaria fineza. Doce placas sobre una banda rodean el cuerpo del vaso. Las placas sobre cada asa y aquellas que rodean el pie del vaso tienen una serie de diferentes diseños con patrones característicos, en fina filigrana labrada sobre el frente rechazado del suelo.
Mucho del trabajo de joyería en Europa medieval que llega al Siglo XV, en relicarios, cruces y otros trabajos eclesiásticos de orfebrería, son hechos con bordes de filigrana. El trabajo de filigrana en plata fue practicado por los moros de España durante la edad media, con gran habilidad y fue introducido por ellos y establecido en toda la Península Ibérica, como así también en las colonias españolas en América. El trabajo en filigrana portugués de los Siglos XVII y XVIII es de extraordinaria complejidad  y joyas en filigrana de plata de delicados y artísticos diseños es aún hecha en considerables cantidades a través de todo el país.
La manufactura se extendió sobre las islas Baleares y entre las poblaciones que bordean el mar Mediterráneo. Aún hay producción en toda Italia, en España, Portugal, Malta, Macedonia, Albania, islas Ionian y en muchas otras partes de Grecia. La producción en Grecia es algunas veces a gran escala, con algunos alambres muy delgados alternando con grandes y pequeñas gotas; algunas veces, con incrustaciones de turquesas y montadas en placas convexas, haciendo ricas piezas de cabezas ornamentadas, cinturones y ornamentos para el pecho.
Botones en plata filigranada son usados por los campesinos en la mayoría de los países que producen este tipo de joyas, Broches y botones en plata filigranada también están hechos en Dinamarca, Noruega y Suecia. Pequeñas cadenas y pendientes se suman a este trabajo del norte. Algún curioso trabajo en filigrana fue llevado a Gran Bretaña desde Abisinia después de la batalla de Magdala: armas de guardianes, deslizadores, copas, muchos de los cuales se encuentran ahora en el Museo Victoria y Alberto. Están hechos de delgadas capas de plata, sobre las cuales el trabajo en alambres está soldado. La filigrana está subdividida por bordes angostos con simples modelos y los espacios están rellenos de granos a intervalos. En Portugal, diversos trabajos de filigrana se desarrollaron durante el reinado de María II, cuyas encomiendas a los artesanos resultaron en la construcción del primer Coração de Viana.

## Tipos estructurales de filigrana
Hay cuatro tipos básicos de filigrana y muchas variaciones sobre los mismos. El primer tipo, el trabajo típico de filigrana, es el openwork filigree (trabajo abierto de filigrana). El trabajo con alambres se realiza sin soporte y, generalmente, consiste en marcos de alambres pesados dentro de los cuales se sostienen unidades livianas de alambres. Las  unidades livianas se unen por soldaduras a los puntos de contacto.
En el segundo tipo, que tiene un soporte (ground-supported), todo el alambre es soldado a un soporte de una hoja de metal o a una malla de alambre tejido. El uso de una superficie que soporta el trabajo, simplifica la construcción y el soldado. Sólo cuando el alambre domina el diseño, puede este tipo de trabajo ser calificado como trabajo en filigrana. Cuando el alambre es escaso y abierto es simplemente llamado trabajo en alambre.
El tercer tipo es una combinación de los dos anteriores: unidades completas de openwork son asociadas a la hoja de metal u otros soportes por métodos que no utilizan el soldado, como remaches, biseles, grapas o por otros medios.
El cuarto tipo consta en agregar otros materiales, tales como esmaltes, nielado o una resina plástica que llena los espacios entre los alambres, los cuales han sido primero soldados juntos.
Podemos observar que hay grandes ventajas en el trabajo abierto de filigrana, ya que no hay otra técnica en joyería que utilice un mínimo de material metálico para alcanzar un máximo de formas extraordinarias. El alambre puede ser menos de la mitad de la superficie de la forma, el resto es aire. El bajo costo en metal hace que los precios sean favorables y la mano de obra a menudo cuesta más que los materiales. La técnica demanda paciencia, habilidad de manipulación a baja escala, y una muy buena visión. El problema de la visibilidad puede ser resuelto trabajando con muy buena luz bajo una lupa o usando lupas binoculares, mismo aun cuando la visión del trabajador es buena. También, es posible hacer el trabajo a gran escala usando alambres de calibres pesados para dar una nueva y simplificada mirada.

## Conceptos de construcción de filigrana
Para diseñar en filigrana, uno tiene que tener en mente los conceptos básico, y entonces diseñar en consecuencia. Ante todo, los diseños son esencialmente lineales ya que el principal elemento es el alambre en varias formas.  Un concepto importante del trabajo en filigrana abierta es la idea de unidad de construcción. Comúnmente, el diseño se hace con unidades enmarcadas que contienen pequeños elementos. En la práctica general, pequeñas unidades son combinadas soldándolas juntas para hacer unidades más grandes, pero, también, pueden ser unidas a través de bucles y/o anillos para permitir el movimiento entre ellos.
Se coloca sobre una superficie limpia y plana, tal como una hoja de metal o plato de vidrio. Generalmente, los profesionales de filigrana no sujetan o inmovilizan sus marcos antes de la ornamentación interna para la soldadura, pero puede haber casos en los cuales, al hacer una forma grande, esto puede ser útil. Mediante unas pinzas se insertan las unidades de llenado en el marco y se colocan cuidadosamente las unas junto a las otras. Una vez finalizado el proceso de llenado del marco, la tensión se distribuye lateralmente en un plano. En ningún caso, deben dejarse abiertas áreas grandes, sin unidades de llenado, ya que esto daría una estructura frágil. La tensión obtenida por la presión de cada unidad y el marco de confinamiento debe ser suficiente para que cuando el marco se levante, las partes llenadas no caigan. Si lo hacen, no hay suficientes unidades llenadas dentro del marco, o están colocadas de una manera donde no se soportan mutuamente. Por otro lado, no deben ser apiñadas muchas unidades en el marco, ya que las tensiones se vuelvan tan grandes que estas puedan saltar del mismo.
Otro concepto en la construcción de la filigrana tradicional, es que los alambres nunca se superpongan, se bordean o se tocan entre ellos por bordes planos. Esto hace posible que todas las unidades se mantengan juntas dentro del mismo marco debido a tensiones laterales en un plano, lo cual simplifica enormemente que permanezcan unidas. También, hace posible la formación de un plano liso en el lado reverso, lo que es útil para subsecuentes formatos. Con estos conceptos en mente, un dibujo hecho en papel con la talla exacta puede servir como guía para la construcción y ser usado como medio para fabricar medidas. Durante la formación de las unidades, las partes pueden colocarse sobre el dibujo para controlar el tamaño y la forma.

## Formas y tamaños
En la técnica de filigrana se pueden encontrar varias formas de alambre como: redondos, planos, retorcidos, espirales, en forma de gotas, envueltos y tejidos. Si se desea, casi todas estas formas, pueden ser aplanadas con martillo o pasadas a través de un laminador. La medida del alambre depende del grado de tosquedad o fineza de la filigrana que se desee, según el trabajo. En la joyería tradicional, existe relación entre el tamaño del marco en alambre y la del alambre de llenado. En general, el marco en alambre es de dos a cuatro veces más grande que el alambre de llenado. Esta escala y relación de tamaño puede ser modificada hacia un rango de medidas menos tradicional. Sin embargo, es bueno recordar que el contraste de tamaños de alambres  y el juego de luces sobre la superficie de la filigrana de diferentes pesos de alambres crean una variación en la superficie.